# Manuel Pimentel
Manuel Pimentel (Lisboa, 10 de Março de 1650 - 19 de Abril de 1719), ou Manoel Pimentel, foi Cosmógrafo-Mor de Portugal.

## Biografia
Segundo filho de Luís Serrão Pimentel também ele Cosmógrafo-Mor. Teve uma educação jesuíta, no Colégio de Santo Antão-o-Novo, em Lisboa, frequentando a Aula da Esfera e formou-se na Universidade de Coimbra em 1674.

Sucedeu em 1680 a seu pai na função de Cosmógrafo-Mor, por recusa do irmão mais velho, mas só foi conduzido oficialmente em 1687
"(...) se fez perito na Cosmografia, que quotidianamente ouvia praticar na casa de seu pay o qual fallecendo infaustamente da queda de hum cavallo a 13 de Dezembro de 1679, foy provido na serventia de Cosmógrafo mór em o anno de 1680 por seu irmaõ naõ querer o exercicio deste lugar." (...) "Passados seis annos da serventia do Officio de Cosmografo mór lhe foy concedida a propriedade no anno de 1687(...)" 
Esteve na comissão que defendeu face a Espanha a posse portuguesa nos territórios do Uruguai, em particular a Colónia do Sacramento:
Para compor as controversias agitadas entre ElRey de Portugal, e o de Castella sobre a demarcaçao dos dominios da Colonia do Sacramento entre os Geografos, e Jurisconsultos nomeados para a decisao de taõ grave controversia, foy elle eleito com o P. Joaõ Duarte da Costa douto Mathematico, e os Dezembargadores Sebastiao Cardoso de Sampayo, e Manoel Lopes de Oliveira. No espaço de tres mezes que assistio em Elvas, em cujo tempo alternadamente vinhaõ a esta Cidade os Castelhanos, e passavaõ os Portuguezes a Badajoz, compoz doutos Tratados em que solidamente estabelecia o direito da Coroa Portugueza naquelles dominios.
Foi ainda mestre de Geografia e Náutica do Príncipe do Brasil, D. José:
No anno de 1718, foy eleito Mestre do Serenissimo Principe do Brasil o Senhor D. Jozé a quem instruio com algumas licoens de Geografia, e Nautica. Acometido de huma colirica que lhe permittio receber os Sacramentos espirou piamente a 19 de Abril de 1719, quando contava 69 annos de idade. Jaz sepultado no Claustro do Convento de Nossa Senhora do Carmo desta Corte no jazigo da sua Casa.
No cargo de Cosmógrafo-Mor seria sucedido pelo filho Luís Francisco Serrão de Miranda, interinamente em 1713, e depois efectivamente após sua morte em 1719.

## Obra
- Arte pratica de navegar, e Roteiro das viagens, e costas maritimas do Brasil, Guiné, Angola, Indias, e Ilhas Orientaes, e Occidentaes - agora novamente emendado, e acrecentado o Roteiro da Costa de Hespanha, e Mar Mediterraneo. Lisboa, editado por Bernardo da Costa de Carvalho. 1699. (Saiu segunda vez adicionada com este título)[1]

- Arte de navegar, em que se ensinão as regras praticas, e o modo de Cartear pela Carta plana, e reduzida, o modo de Graduar a Balestilha por via dos numeros, e muitos problemas uteis a navegacão, e Roteiro das viagens, e costas maritimas de Guine, Brasil, e Indias Occidentaes, e Orientaes - agora novamente emendadas, e acrecentadas muitas derrotas novas. Lisboa, Officina Deslandesiana 1712. (fol. com estampas, & ibi por Francisco da Sylva, 1746.)[1]